# Canal Grande (Venetië)
Het Canal Grande (Grote Kanaal) is het belangrijkste kanaal in Venetië in Italië. Het is tussen de 30 en 70 meter breed en circa 5 meter diep. Het is oorspronkelijk de loop van een oude rivier, mogelijk een tak van de Brenta, die tussen de moerassige eilandjes slingerde waarop later Venetië werd gebouwd. Sinds de middeleeuwen is het de centrale waterweg van de stad.
Langs het Canal Grande staan vele paleizen, zoals het Ca' Dario, Palazzo Vendramin-Calergi, Palazzo dei Camerlenghi, Ca' Pesaro, Ca' d'Oro, Ca' Rezzonico en het Palazzo Vernier dei Leoni met de Peggy Guggenheim Collection.
Ook staan er verschillende kerken, waarvan de Basiliek van Santa Maria della Salute het spectaculairst is.
Er zijn vier bruggen over het Canal Grande, van zuidoost naar noordwest:
- Ponte dell'Accademia
- Rialtobrug, de bekendste en oudste
- Ponte Degli Scalzi
- Ponte della Costituzione

Zowel gondels als openbaar vervoer per boot (Vaporetto) gaan veelvuldig door het kanaal. De Gondola-traghetto is een voetveer dat het Canal Grande oversteekt.

## Galerij

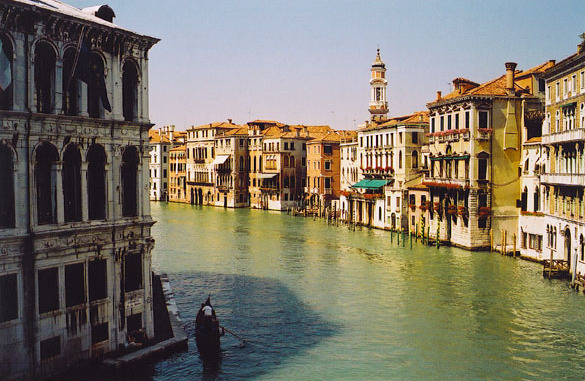
Canal Grande
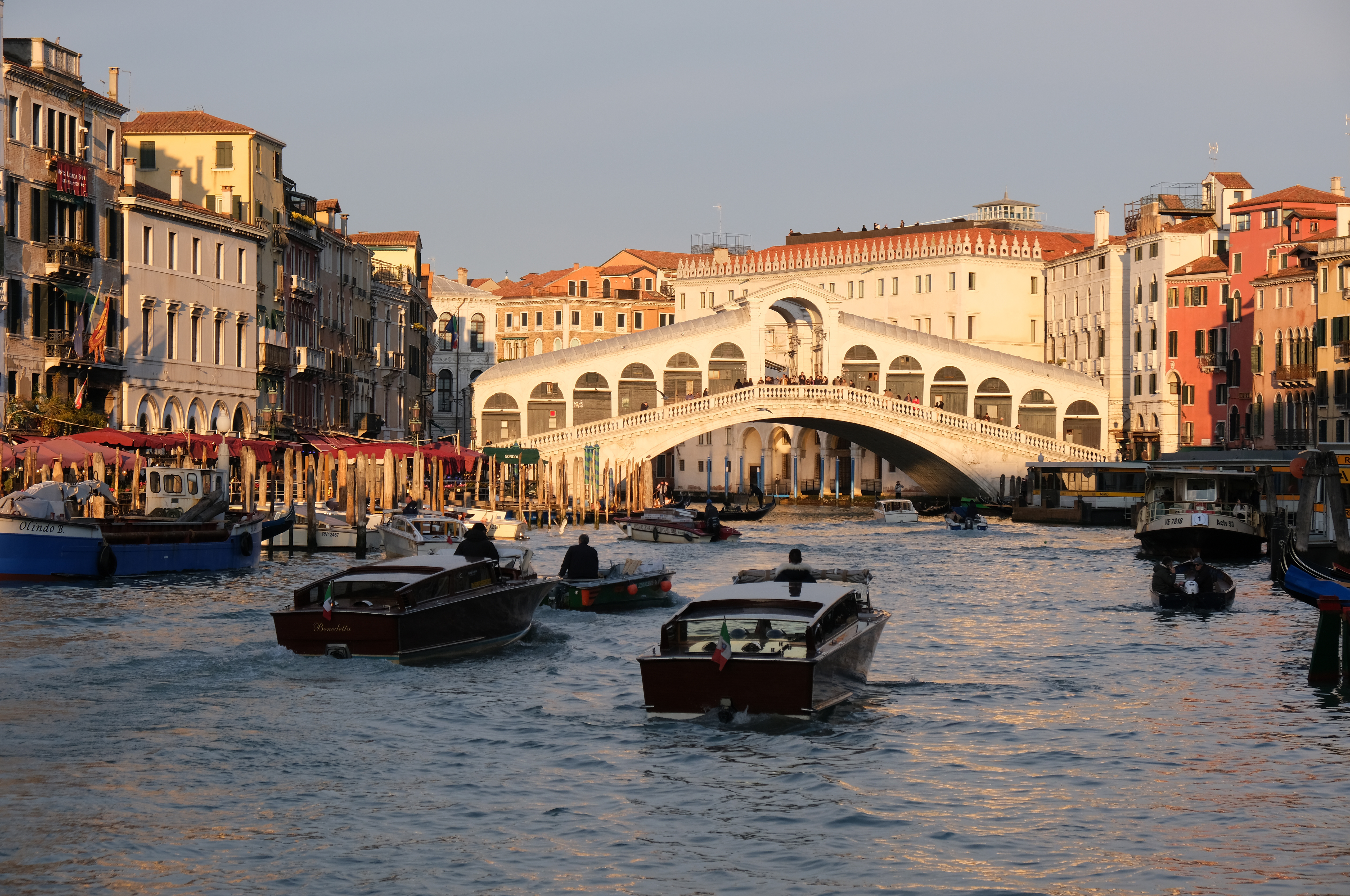
Canal Grande en de Rialtobrug
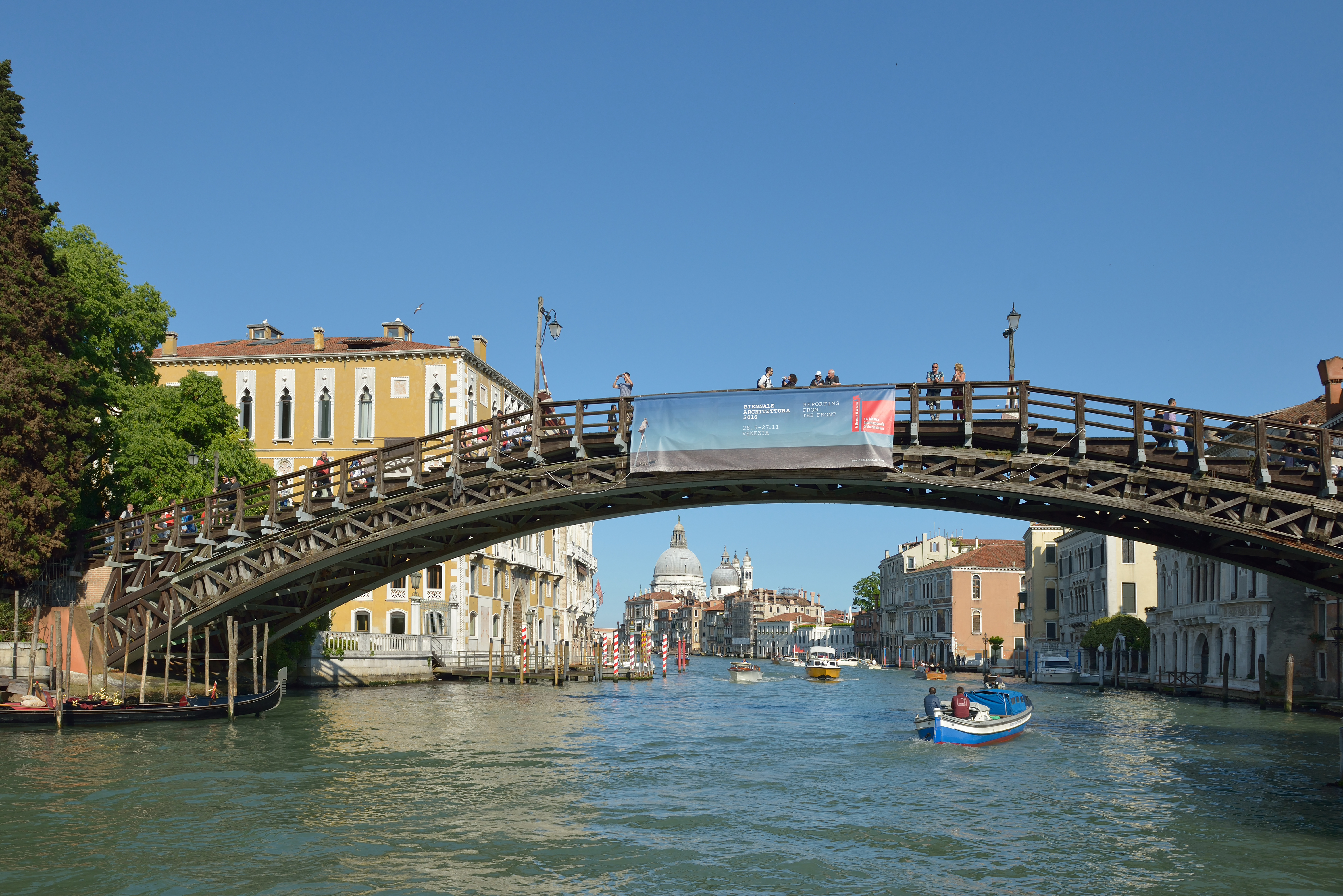
Ponte dell'Accademia
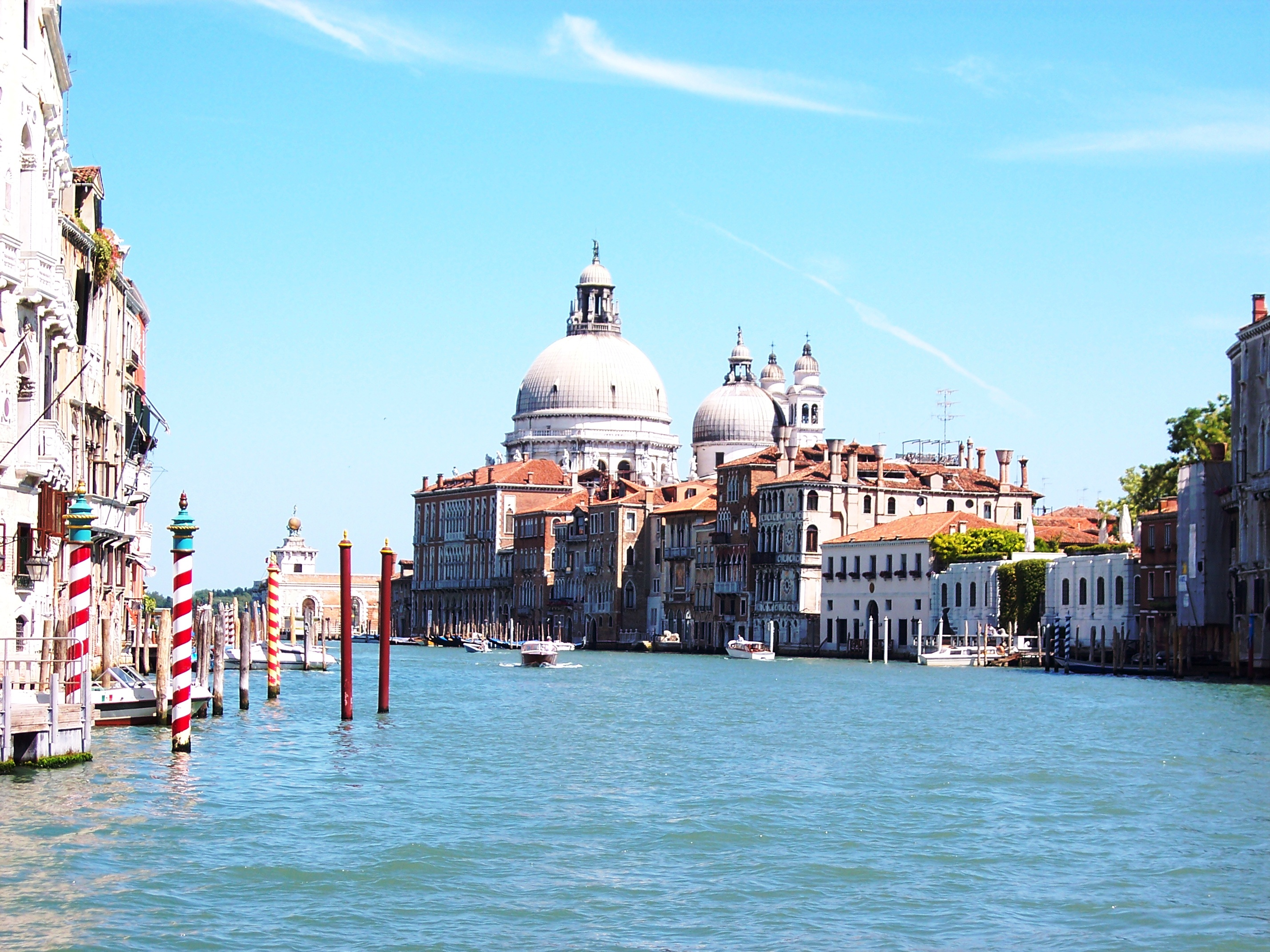
Canal Grande en de Basiliek van Maria della Salute

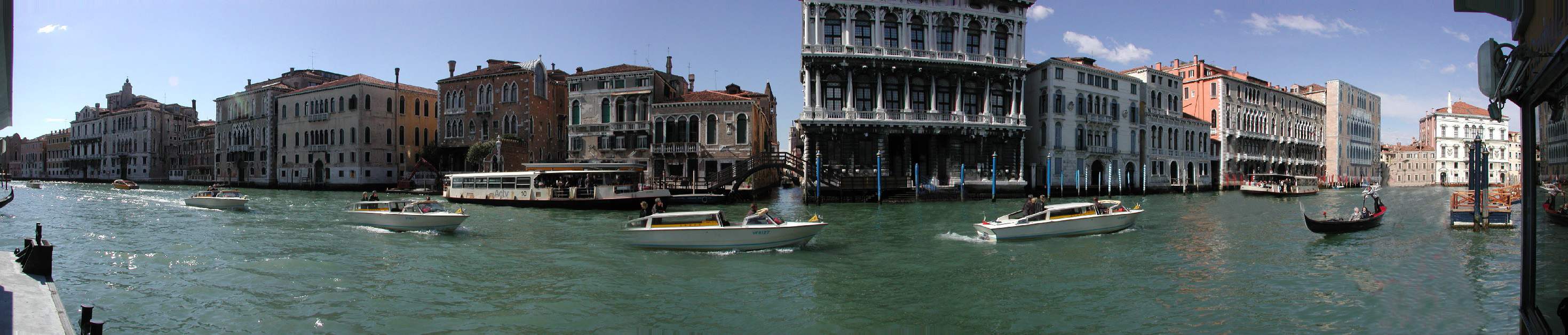
Paleizen aan Canal Grande met in het midden Ca' Rezzonico

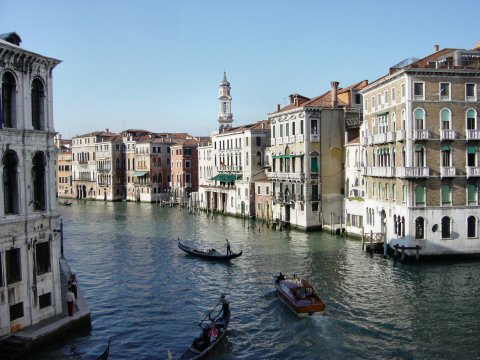
Canal Grande